# Accidente ferroviario de Gran Belt de 2019

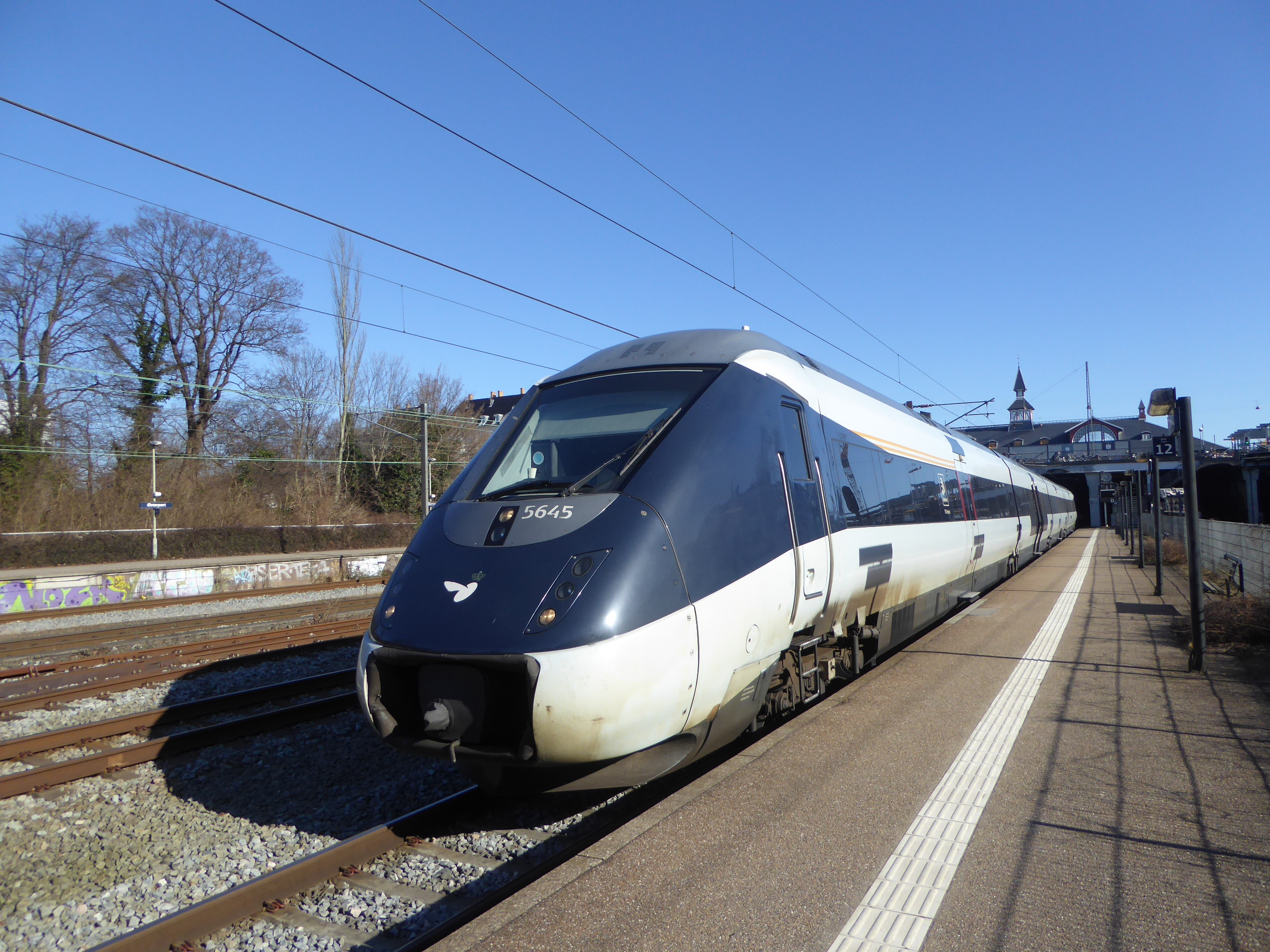
Un tren similar al tren accidentado

El accidente ferroviario del puente Great Belt se produjo el 2 de enero de 2019 en el enlace fijo de Gran Belt en Dinamarca cuando un tren de pasajeros colisionó con un semirremolque desde o sobre un tren de carga que pasaba. The Great Belt Fixed Link es una conexión puente-túnel de 18 km (11 millas) entre las islas danesas de Zelanda y Funen, y el accidente ocurrió en el West Bridge, cerca de Funen. El accidente ocurrió durante una tormenta, que había cerrado el puente para el tráfico rodado, pero no para el tráfico ferroviario. Ocho pasajeros murieron, todos ellos ciudadanos daneses, y 16 resultaron heridos, lo que lo convierte en el accidente ferroviario más mortal de Dinamarca desde 1988.
El accidente está bajo investigación, y se desconoce la causa exacta. Sin embargo, los investigadores han encontrado que, en algunos casos, vagones similares a los involucrados en el accidente no lograron bloquear los semirremolques en su lugar. La Autoridad de Transporte danesa ha prohibido temporalmente este tipo de vagones, y ha reforzado las reglas para la carga en el puente durante el clima ventoso.

## Accidente
Debido a la tormenta Alfrida, que golpeó a Dinamarca el 1 de enero de 2019, la Dirección de Carreteras de Dinamarca cerró el Gran Puente Cinturón para todo el tráfico en la noche entre el 1 y el 2 de enero. Se esperaba que reabriera a las 11:00 el 2 de enero. El tráfico ferroviario no estaba restringido. Tanto el tráfico por carretera como el ferroviario viajan por el West Bridge, un puente de vigas de caja baja, pero el East Bridge, un puente colgante más expuesto al viento, es solo para el tráfico por carretera, ya que aquí los trenes viajan por el túnel.
A las 07:11, InterCity Express ICL 210 partió de Odense rumbo a Copenhague. Operado por DSB, llevaba 131 pasajeros y una tripulación de tres cuando llegó al extremo oeste del puente. Mientras tanto, un tren de carga operado por DB Cargo con una tripulación de uno, cargado con semirremolques que transportaban cajas de botellas vacías pertenecientes a Carlsberg, se dirigía en dirección opuesta hacia la cervecería Carlsberg en Fredericia, 72 kilómetros. (45 millas) al noroeste del lugar del accidente.
Poco antes de las 07:35, en el puente oeste del Gran Vínculo Fijo del Cinturón, entre las islas de Sprogø y Funen, el tren de pasajeros colisionó con un objeto que inicialmente se creía que era una lona del tren de carga, pero más tarde ese mismo día identificado por la Junta de Investigación de Accidentes de Dinamarca como un semirremolque vacío del tren de carga. El conductor del tren ha dicho desde entonces que notó chispas más bajas de lo normal (es decir, no desde la catenaria superior) y que "algo grande" colgaba del tren de carga que se aproxima. La tormenta y la ubicación del accidente complicaron la operación de emergencia. Inicialmente, se confirmaron seis víctimas mientras los trenes aún estaban en el puente, pero después de haber sido trasladados a un área aislada, se encontraron dos cuerpos más en el tren de pasajeros. Tanto en relación con el accidente como con la tormenta en curso, la organización gubernamental de gestión de crisis, el Personal Operativo Nacional (NOST) decidió reunirse..
Ocho pasajeros murieron, cinco mujeres y tres hombres, y 16 resultaron heridos en el accidente. Ninguno de los heridos tenía lesiones que amenazaban su vida, mientras que 14 tenían heridas leves y dos tenían lesiones moderadas.El 4 de enero, todas las víctimas habían sido identificadas como ciudadanos daneses, de entre 27 y 60 años. El puente se reabrió para el tráfico por carretera aproximadamente a las 12:20 del 2 de enero. Más tarde esa tarde, la calzada hacia el oeste se cerró brevemente debido a que los curiosos hicieron cola. El tráfico ferroviario se reinició a las 10:40 del 3 de enero, cuando se abrió una vía,  y todo el tráfico era normal por la noche.